# Partit Democràtic de Guinea Equatorial

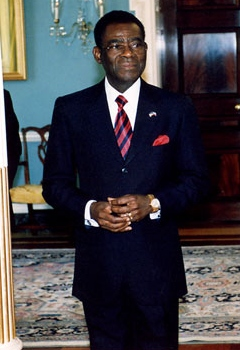
Teodoro Obiang Nguema Mbasogo, president del partit.

 El Partit Democràtic de Guinea Equatorial (PDGE) és el principal i durant molt temps únic partit de Guinea Equatorial. El seu secretari general és Agustín Nze Nfumu i el seu president i fundador Teodoro Obiang. La seua base social està formada per gent del poble fang.
El partit sorgeix després del Decret de la Presidència de la República del 4 de juny de 1986 creant un Comitè Organitzador de cara al seu desenvolupament, el 9 de febrer de 1987, un nou Decret dissol el Comitè Organitzador i es crea el Comitè Eventual.
El partit és presentat oficialment l'11 d'octubre de 1987, en el Cine Marfil de Malabo. El Congrés Constituent celebrat en la ciutat de Bata, de l'11 al 16 d'octubre de 1988 és considerat el Primer Congrés del Partit.
Fins a les eleccions de 2004, va ser l'únic partit representat en el Congrés equatoguineà. Cal recordar que les eleccions a Guinea Equatorial no són netes, i el Partit Democràtic obté la majoria de vots, sobre un 95-99%.
A les eleccions generals de Guinea Equatorial de 2008 el PDGE va obtenir 99 dels 100 escons de l'Assemblea Nacional, sent l'escó restant per al social-demòcrata Convergència per a la Democràcia Social.
Políticament el PDGE no segueix cap ideologia concreta, si exceptuem el militarisme, i l'anti-separatisme. Pel que fa a la seua acció de govern, s'ha esforçat a animar la inversió estrangera en el camp del petroli, i és tristament famós pel nepotisme i cleptocràcia imperants al govern d'Obiang.